# 木村恭子
木村 恭子（きむら きょうこ、1951年もしくは1952年 - 2013年3月3日）は、日本の歌手、作曲家。京都府福知山市出身。別名義、森 恭子（もり きょうこ）。

## 来歴
福知山のお茶屋に生まれる。水野隆司と組んだバンド「亜雲土」で活動中にヤマハの作曲コンテストに『夏の光の中で』を応募。また同コンテストには「譜面の部」が設けられ、楽譜のみ応募されたものもあり、各地区予選で演奏を担当するため、主催者が複数のバンドから集めたメンバーのひとりとして水野とともに練習に参加する。1973年にその中から第5回ヤマハポピュラーソングコンテスト（以下ポプコン）本選大会で『夏の光の中で』をステージにかける「風コーラス団」が改めて結成され、木村はボーカルとして出場、「キャニオン賞」を受ける。
翌年、会場をつま恋に移転して初の開催となった第7回ポプコンにて『まいだち』で入賞。1975年にアルバム『愛色の季節』をリリース、風コーラス団としてはポプコンで他のバンドのバックを務めるなどしたのち、1976年に解散している。
ソロとなった木村は1977年の第13回ポプコンで『スター』が優秀曲賞を受賞、同年の第８回世界歌謡祭に出場して歌唱賞を受けた。またボーカル講師を務め、宝塚歌劇団で歌唱指導も行っている。浦田博信とは関西音楽シーンを率いてCD「流れ着きし者の詩／Jaran-Jaran」を共作した（1992年）。
数多くのコマーシャルソングの作曲や歌、ナレーションを手がけており、手かげたコマーシャルソングは3000曲以上と言われている。同じくおびただしい数のコマーシャルソングを手がけるキダ・タローのニックネームである「なにわのモーツァルト」にかけて、「なにわのベートーベン」とも呼ばれる。
2013年3月3日8時21分、静岡県伊東市内の病院で死去、61歳没。

## 主なコマーシャル
- 「今日から、旅人」 - JR西日本「新幹線でにっぽんさんぽ」キャンペーン
- 日本フルハップ
- マリアージュ（結婚式場）
- シャディのサラダ館 （歌とナレーション）
- 天藤製薬「ボラギノール」 （サウンドロゴ）
- リクルート「住宅情報タウンズ」 （歌）
- 関西テレビ「カンテーレ」 （サウンドロゴ、ナレーション等）
- ACジャパン 大阪地域キャンペーン「セクハラ、関西から考えましょう」ラジオCMのみ（出演、ナレーション）

✽参天製薬　サンテドウー

## アニメ
- ハチエモン村 （オープニング曲、エンディング曲の作曲と歌）

## ディスコグラフィー
- 風コーラス団 (演奏); 細野晴臣 (作詞作曲・編曲); 松本隆 (作詞); 吉野金次 (作詞作曲・技術); ティンパン・アレー (演奏)『愛色の季節』AADVARK／キャニオン。AV-3026。（LP 1枚）[注釈 3]
  - ________;『愛色の季節』（CD 1枚）キングレコード。[注釈 4]
  - ________; 萩田光雄 (編曲). 愛色の季節-2 (CD 1枚). SOLID RECORDS.[注釈 5]
- Jalan-Jalan (木村恭子; 浦田博信)『流れ着きし者の詩』（CD 1枚）音楽出版社 (2012-07-30)、1992年。インディーズ。
- ______『BALI』Pacific Moon Records、1999年11月20日。
- ______『BALI dua』Pacific Moon Records、2001年。23。

## 参考資料
- 木村恭子. “ピックアップアーティスト > 風コーラス団”.   ヤマハ音楽財団. 2016年8月14日時点のオリジナルよりアーカイブ。2018年11月19日閲覧。
- “宝塚歌劇星組東宝公演「愛するには短すぎる」観劇” (2006年11月5日). 2018年11月21日閲覧。
- “宝塚舞踊詩さくら” (2007年). 2018年11月21日閲覧。
- “訃報2013年03月04日 木村恭子さん”. 両丹日日新聞. (2013年3月4日).  オリジナルの2013年11月11日時点におけるアーカイブ。 {{cite news}}: |ref=の1文字目にrefストリープマーカーが入力されています。 (説明)⚠